# Ängersjö
Ängersjö är kyrkbyn i Ängersjö socken i nordvästra Hälsingland. Administrativt tillhör byn Härjedalens kommun (Ängersjö distrikt) och Jämtlands län.
Byn Ängersjö ligger vid norra stranden av sjön Lill-Ängersjön. Byn har landsväg till riksväg 84 cirka 3 km norrut. 
I Ängersjö ligger sockenkyrkan Ängersjö kyrka.
Ängersjö är känt för sina brudkistor som är populära bland samlare. 
Här spelades Kaspar i Nudådalen, Julkalendern i Sveriges Television 2001, in. 